# Odynerus cultus
Odynerus cultus är en stekelart som beskrevs av Cresson 1872. Odynerus cultus ingår i släktet lergetingar, och familjen Eumenidae. Inga underarter finns listade i Catalogue of Life.